# Paul Cattermole
Paul Gerald Cattermole (St Albans, 7 marzo 1977 – Dorset, 6 aprile 2023) è stato un cantante britannico.

## Biografia
Dal 1999 al 2002 fu membro del gruppo pop S Club 7 insieme a Tina Barrett, Jon Lee, Bradley McIntosh, Jo O'Meara, Hannah Spearritt e Rachel Stevens.
Col gruppo registrò anche diverse serie televisive come Miami 7, L.A. 7, Hollywood 7 e Viva S Club.
Militò inoltre in un gruppo metal chiamato Skua.

## Discografia
S Club 7